# Jens Bjørneboe

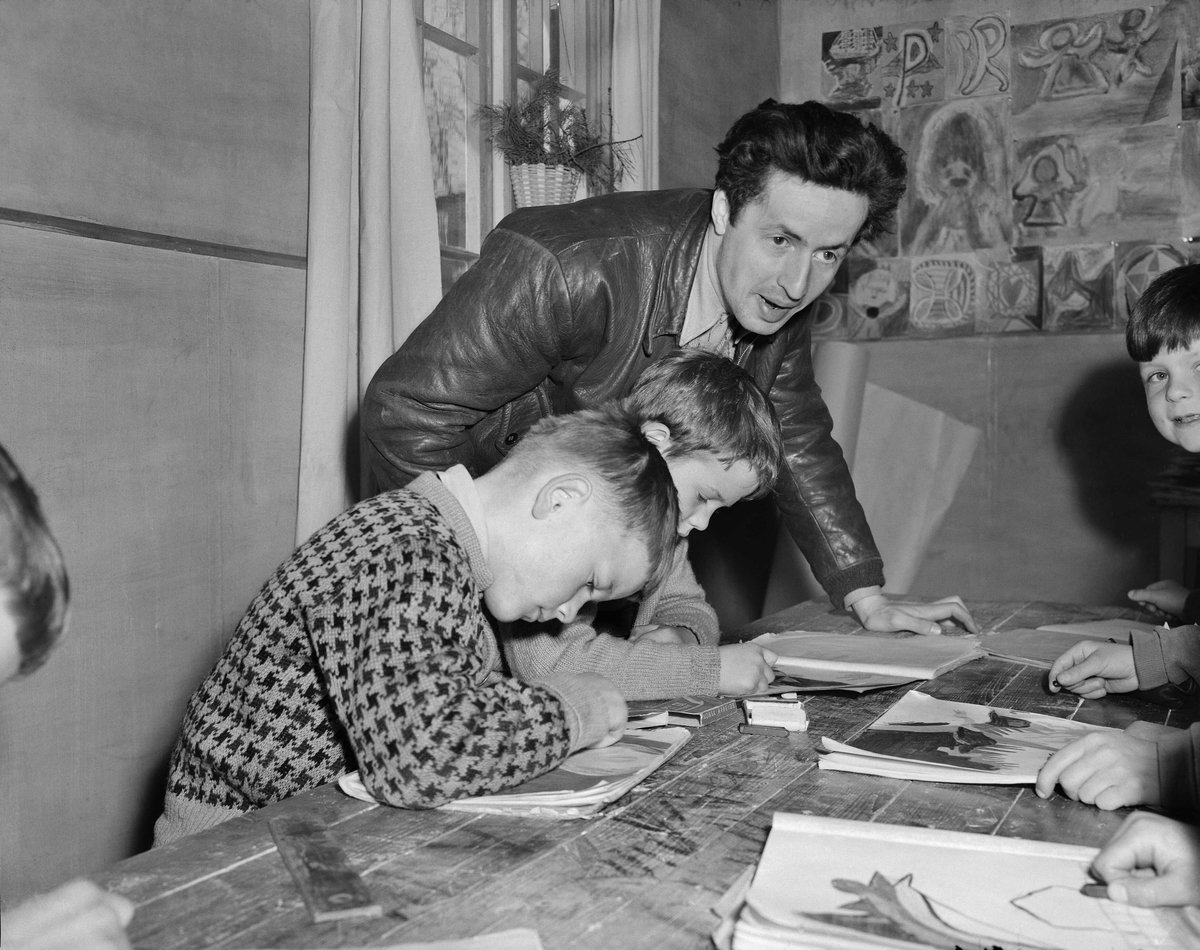
Jens Bjørneboe doceert op het Rudolf Steinerskolen in Oslo

Jens Bjørneboe (Kristiansand, 9 oktober 1920 – Veierland bij Tønsberg, 9 mei 1976) was een Noors schrijver. 

## Levensloop
In 1943 vluchtte Bjørneboe voor de Duitsers naar Zweden, waar hij schilderkunst studeerde. In 1946 exposeerde hij 45 schilderijen in Kristiansand. Tussen 1957 en 1959 reisde hij rond in Italië en Midden-Europa. Zijn boek Uten en Tråd werd in 1967 verboden maar in 1968 in Denemarken alsnog uitgegeven.
Jens Bjørneboe worstelde zijn hele leven met depressies en alcoholisme. Hij pleegde zelfmoord op 55-jarige leeftijd door verhanging.

## Werk
Bjørneboes werk werd beïnvloed door de anarchistische schrijver Hans Jæger. Thema's in zijn werk zijn divers. Zo schreef hij over etnisch denken in naoorlogs Noorwegen en vergeleek dat met de nazi-politiek, over onmenselijke omstandigheden in de Noorse gevangenissen, over seksuele beknotting als maatschappelijke code en hij bekritiseerde na de Tweede Wereldoorlog het onevenredig zwaar veroordelen van mensen die op een of andere wijze met de Duitsers hadden geheuld, zoals de schrijver Knut Hamsun. In Noorwegen gold hij als controversieel, sommige van zijn boeken werden als pornografisch beschouwd en verboden. In Nederland is hij voornamelijk bekend dankzij zijn boek Het ogenblik van de vrijheid, over een naamloze jurist die in een fictief staatje zijn verleden probeert te reconstrueren.